# Savannah Welch
Savannah Welch est une actrice et musicienne américaine née le 4 août 1984 à Nashville.

## Biographie
Née en août 1984, Savannah Welch, elle est la fille du chanteur Kevin Welch et est la sœur de Dustin Welch et Ada Welch.
Elle est la mère de Charlie Welch, né en 2012.
Le 02 novembre 2016, l'artiste est victime d'un accident de voiture. La gravité de ses blessures contraint les médecins à lui amputer la jambe droite.

### Carrière

#### Actrice
L'artiste est surtout connue pour ses rôles aux cinémas et à la télévision. En 2004 avec un rôle de figurante dans No Pain, No Gain, puis obtient un rôle plus complet dans Jumping Off Bridges où elle joue Grove Adams en 2006. Elle continue sur cette voie en jouant dans Clown Hunt en 2008.
En 2009, elle joue le rôle éponyme le court métrage Love, Sadie.
Elle continue sa carrière d'actrice avec les films Dépucelage mode d'emploi (2010), The Tree of Life (2011) et Billy Bates (2011) et des courts-métrages: Ninja James and the Beast Boy en 2010 puis Casey Jones en 2011.
En 2012, elle participe au tournage de trois longs métrages : Deep in the Heart, The Sinner et Spring Eddy.
Dans le film Quand Chantent les Anges de 2013, elle apparait parmi les membres de son groupe The Trishas. Par ailleurs, elle chante dans le film Boyhood (2014). En 2016 elle prend le rôle de Magnolia dans The Golden Rut, puis celui de Kim dans The Transcendents en 2018 au côté de Rob Franco.
Sa carrière d'actrice se tourne vers les séries télévisées en 2018 avec le rôle de Dawn dans la série SIX (saison 2, épisode 5), puis avec le rôle iconique de Barbara Gordon (Batgirl) dans Titans.
En 2022 elle obtient un le rôle du docteur Danica Powell dans la série The Good Doctor (saison 6) aux côtés de Freddie Highmore.

#### Musicienne
En parallèle de sa carrière sur les écrans, Savannah Welch mène une carrière musicale. Elle l'a commence en 2005 lors d'un évènement de charité organisé à Austin par la Fondation SIMS, mais ne réapparait sur scène qu'en 2009 pour un concert avec Liz Foster, Jamie Lin Wilson et Kelley Mickwee. À la suite de cela, elles forment le groupe de musique country The Trishas. L'écriture des chansons lui donnent l'occasion de faire des collaborations avec Bruce Robison et Kelly Willis. Leur album Cheater's Game, I had To Give That Up Too remporte le Americana Music Awards de 2013.

##### The Trishas
La carrière musicale de Savanahh Welch est principalement liée au groupe The Trishas, fondé en 2009 avec Liz Foster, Jamie Lin Wilson et Kelley Mickwee, autour d'une chanson de son père "Too Old To Die Young",. En 2010, le groupe signe son premier album "They Call Us The Trishas". En 2013, elles réunissent toutes leurs chansons dans un album nommé "High Wide & Handsomes qui comporte quatorze chansons et un duo avec Raul Malo et The Mavericks.
Bien que le groupe existe toujours, les membres de The Trishas se retrouvent rarement, du fait des difficultés à marier leurs passions pour la musique avec leurs carrières et vies personnelles respectives.

## Filmographie

### Courts métrages
- 2009 : Love, Sadie : Sadie
- 2010 : Ninja James and the Beast Boy : Jane
- 2011 : Casey Jones : April O'Neil
- 2014 : Missed Connection : Kara

### Films
- 2004 : No Pain, No Gain: figurante
- 2006 : Jumping Off Bridges: Grove Adams
- 2008 : Clown Hunt : Gerte
- 2010 : Dépucelage mode d'emploi: Becca
- 2011 : The Tree of Life : Mme Kimball
- 2011: Billy Bates: Kaia
- 2012 : Deep in the Heart : Joni
- 2012 : The Sinner: Angela
- 2012 : Spring Eddy : Cheryl
- 2013 : Quand Chantent les Anges : The Trishas (elle-même)
- 2013 : Billy Bates : Kaia
- 2014 : Boyhood : étudiante (et chanteuse "Wish You Were Here")
- 2016 : The golden Rut : Magnolia
- 2018 : The Transcendents : Kim

### Séries
- 2018 : SIX (saison 2, épisode 5) : Dawn
- 2021 : Titans (saison 3) : Barbara Gordon
- 2021 Good Doctor : dr Danni Powell

## Récompenses
Savannah Welch remporte le Prix SESAC en 2009 pour sa contribution à l'album Naive ; puis en 2013 pour sa contribution à l'album Cheater's Game de Bruce Robison et Kelly Willis.
Pour sa carrière d'actrice, l'artiste remporte le Prix de la Meilleure Actrice de long métrage du North Hollywood Cinefest 2019, pour son rôle dans The Transcendents.